# Митрофан (Юрчук)
Митрополи́т Митрофа́н (в миру Михаи́л Ива́нович Юрчу́к, укр. Михайло Іванович Юрчук; 19 ноября 1962, Белогорье, Хмельницкая область — 18 июня 2021, Луганск) — епископ Украинской православной церкви; митрополит Луганский и Алчевский (2012—2021), председатель отдела внешних церковных связей Украинской православной церкви, постоянный член Священного синода Украинской православной церкви (2000—2021), член Межсоборного присутствия Русской православной церкви (с 2009 года).

## Биография
Родился в семье рабочих. После окончания средней школы с 1981 по 1983 год проходил военную службу в Советской армии.
После службы в армии служил иподиаконом у владыки Агафангела (Саввина) в Виннице, по рекомендации которого в 1984 году был принят в Одесскую духовную семинарию, после окончания которой в 1987 году поступил в Московскую духовную академию. В 1988 году в рамках обмена студентами между Русской и Польской православными церквами был направлен для продолжения учёбы в Христианскую богословскую академию в Варшаве, которую окончил в 1993 году со степенью магистра за курсовую работу «Древнейшие сведения о возникновении Почаевского монастыря». Во время обучения в Варшавской академии по просьбе митрополита Варшавского Василия и по благословению патриарха Московского Алексия II исполнял обязанности воспитателя и преподавателя Варшавской православной духовной семинарии.
21 августа 1990 года по благословению патриарха Алексия II в Троице-Сергиевой лавре был пострижен в монашество с именем Митрофан в честь святителя Митрофана, епископа Воронежского. 1 сентября 1990 года ректором Московской духовной академии архиепископом Дмитровским Александром в Свято-Покровском академическом храме был рукоположён во иеродиакона, а 16 сентября того же года — во иеромонаха.
В 1994 году был принят в преподавательскую корпорацию Киевских духовных академии и семинарии и в число братии Киево-Печерской лавры. В Киевских духовных школах занимал должности инспектора.
В 1994 году к празднику Нестора Летописца митрополитом Киевским и всея Украины Владимиром (Сабоданом) возведён в сан игумена, а к Пасхе 1995 года получил сан архимандрита.
30 июля 2000 года был хиротонисан во епископа Переяслав-Хмельницкого, викария Киевской митрополии, и назначен управляющим делами Украинской православной церкви.
9 июля 2003 года возведён в сан архиепископа.
Решением Священного синода Украинской православной церкви от 22 ноября 2006 года был назначен на пост главы Синодальной комиссии Украинской церкви по диалогу с раскольнической «Украинской автокефальной православной церковью».
31 мая 2007 года переведён на Белоцерковскую кафедру.
14 ноября того же года Священный синод Украинской православной церкви постановил передать в его ведение Отдел внешних церковных связей УПЦ.
С 27 июля 2009 года — член Межсоборного присутствия Русской православной церкви.
Решением Синода УПЦ от 9 сентября того же года возглавил Синодальную комиссию Украинской православной церкви по диалогу с «Украинской Автокефальной православной церковью» и рабочую группу по подготовке диалога с представителями «Украинской православной церковью Киевского патриархата».
8 мая 2012 года освобождён от должности управляющего делами УПЦ и назначен председателем отдела внешних церковных связей УПЦ.
20 июля 2012 года назначен на Луганскую и Алчевскую кафедру.
24 февраля 2014 года решением Священного синода Украинской православной церкви вошёл в состав созданной в тот же день комиссии по диалогу с представителями неканонических «Украинской православной церкви Киевского патриархата» и «Украинской автокефальной православной церкви» (УАПЦ).
28 августа 2014 года возведён в сан митрополита.
С 8 декабря 2020 года являлся членом комиссии Межсоборного присутствия по богословию и богословскому образованию.

## Смерть и погребение
Скончался 18 июня 2021 года в Луганске. Согласно сообщению на официальном сайте УПЦ на следующий после его кончины день, смерть была следствием «перенесённой болезни сердца»; согласно свидетельству о смерти, выданному 19 июня Луганским республиканским бюро судебно-медицинской экспертизы, находящимся в юрисдикции ЛНР, причина смерти Михаила Ивановича Юрчука (1962 г. р.) — «закрытая тупая травма головы с переломом костей черепа и кровоизлияниями под оболочки и в ткань головного мозга». Глава самопровозглашённой ЛНР Леонид Пасечник назвал его смерть «большой утратой». 23 июня сайт Луганской епархии УПЦ опубликовал «Официальный комментарий Луганской епархии относительно причины смерти митрополита Луганского и Алчевского Митрофана»: «В связи с тем, что в средствах массовой информации появилась информация, намекающая, о якобы насильственной смерти митрополита Луганского и Алчевского Митрофана, сообщаем следующее. По предварительным выводам медиков кареты скорой помощи, выехавшей на вызов в ночь 18 июня 2021 г., была установлена причина смерти Владыки — инфаркт. На основании этих предварительных выводов спустя два часа на сайте Луганской епархии была опубликована информация о смерти владыки Митрофана с указанием причины смерти — инфаркт. Однако при вскрытии была установлена истинная причина смерти — инсульт на фоне хронической болезни сердца. <…>».
Отпевание почившего 20 июня, в день Пятидесятницы, в Петропавловском кафедральном соборе Луганска совершил митрополит Ровеньковский и Свердловский Пантелеимон (Поворознюк), временно управляющий Луганской епархией. Погребён 21 июня на братском кладбище Киево-Печерской лавры.

## Награды
- золотой наперсный крест (от митрополита Варшавского и всея Польши Василия, к Пасхе 1993)
- крест с украшениями (1995)
- Орден преподобного Нестора Летописца (1999)
- юбилейный орден «2000-летие Рождества Христова» (2000)
- Орден Святого равноапостольного великого князя Владимира II степени
- Орден Преподобного Сергия Радонежского II степени
- орден св. равноапостольной Марии Магдалины II степени Польской Православной Церкви
- Орден Святителя Иннокентия, митрополита Московского и Коломенского II степени (2012)[15]
- Орден Святого благоверного князя Даниила Московского II степени (2020)[16]
- Орден Святого равноапостольного князя Владимира I степени (УПЦ, 2020)